# Час грати з долею
«Час грати з долею» (англ. Playdate with Destiny) — короткометражний анімаційний фільм на основі мультсеріалу «Сімпсони». Вироблено «Gracie Films» і «20th Television Animation». Це друга короткометражка «Сімпсонів».
Прем'єра короткометражки відбулася 6 березня 2020 року перед мультфільмом «Уперед».

## Сюжет
Мардж Сімпсон відводить Меґґі на ігровий майданчик. Меґґі залишається внизу гірки, де прямо на неї раптово сковзає хлопчик. Останньої миті хлопчик на ім'я Гадсон виштовхує Меґґі з дороги, рятуючи її. Дівчинка миттєво вражена своїм рятувальником.
Меґґі та Гадсон разом проводять день, граючись. Коли дітлахи грали одне з одним у схованки, Гадсон несподівано зникає, коли його забирає додому мати. Гадсон і Меґґі прощаються один з одним.
Наступного дня вже Гомер доглядає за Меггі. Він відвозить донечку до іншого парку, з фургонами з їжею. Меґґі видно Гадсона із сусіднього парку. Вона відчайдушно намагається привернути його увагу, але зазнає невдачі, коли Гомер відтягує її. Тієї ночі Меґґі зневірюється, що не може бачити Гадсона.
Наступного дня Гомер знову няньчить Меґґі. Коли він знову відвозить її до того ж парку, що і напередодні, Меґґі хапається за кермо автомобіля і направляє його до парку, де вона зустріла Гадсона. Вона бачить, як хлопчик сідає в дитячий Поїзд, тож дівчинка біжить по парку, щоб наздогнати його.
Коли Гадсон бачить, як Меґґі намагається наздогнати потяг, він простягає їй руку з її синім бантом. Однак, коли дівчинка хапається за нього, то не втримується… Потяг зникає з поля її зору. Меґґі вважає, що Гадсон пішов назавжди, але потяг (що рухається по круговій замкнутій колії) повертається до станції, з якої розпочав рух. Меґґі та Гадсон знову возз'єднуються у кабіні машиніста та обмінюються… пустушками.

## Виробництво
2018 року сценаристи «Сімпсонів» Том Гамміль і Макс Просс написали сценарій до серії 30 сезону «The Incredible Lightness of Being a Baby», яка мала б вийти 7 квітня 2019 року як 20 серія 30 сезону. Однак продюсер мультсеріалу Джеймс Брукс подумав, що вони можуть перетворити частину сюжета про стосунки Меґґі та Гадсона у театральний короткометражний фільм.
Після придбання «The Walt Disney Company» компанії «20th Century Fox» у 2018 році команда «Сімпсонів» надіслали мультфільм Бобу Айґеру та співробітникам «The Walt Disney Company». За словами Ела Джіна, вони запитали: «Чи можемо ми, будь ласка, вийти перед фільмом „Pixar“?» Після схвалення вони попросили показати їм «щось сумісне», і вони були у захваті «у захваті», коли йому запропонували мультфільм «Уперед».

### Реліз
Короткометражка вийшла 6 березня 2020 року. Однак, після запровадження карантину у зв'язку з початком поширення пандемії коронавірусу Covid-19 у березні 2020 року автори короткометражки вирішили надати можливість перегляду кожному з дому, через «Disney+».

### Сценарій
Епізод «The Incredible Lightness of Being a Baby» було затримано і перероблено на сиквел короткометражки. Він вийшов 19 квітня 2020 року як 18 серія 31 сезону. У процесі редагування серії було видалено 3 хвилини оригінальної серії, включно з трьома сценами, показані у промо зображеннях.

## Культурні відсилання
- Перед початком короткометражки показано силует Гомера Сімпсона [Архівовано 15 червня 2020 у Wayback Machine.] із вухами-пончиками, що пародіює Мікі Мауса, і є відсиланням до придбання «The Walt Disney Company» компанії «20th Century Fox»[11].
- Наприкінці мультфільму, у заставці «Gracie Films», замість одного з глядачів сидить Мікі Маус.

## Відгуки
Джон Шварц із сайту «Bubbleblabber» оцінив короткометражку на 9/10, похваливши гарне використання різних звукових ефектів і музичного оформлення. Він також описав короткометражку як «попередній перегляд для, можливо, загартованої аудиторії „Disney“ того, що „Сімпсони“ все ще тут і будуть тут ще довго після того, як ми всі підемо [у кращий світ]».

Вітні Сейболд з «IGN» сказав:
|  | Якщо взяти фільм в контексті колаборації з «Pixar», «Playdate with Destiny» виглядає як думковий експеримент студії: чи приймуть глядачі «Сімпсонів» і короткометражку «Pixar» в одному пакеті? Програмування може слугувати формою критики, і якщо поставити Меґґі поруч із іншим продуктом «Disney», це навмисне просить аудиторію прийняти дуже тонку форму ребрендингу. Як хтось, хто виріс із «неслухняною» версією «Сімпсонів», з цим ребрендингом мені доведеться боротися деякий час. Тим часом молодша авдиторія просто прийме цю нову реальність. Нехай вони насолоджуються. |

Видання «CBR» описало короткометражку так: «Ці німі мультфільми також можуть надати Сімпсонам причини для продовження франшизи, навіть коли сам серіал, нарешті, закінчиться. Він також звертає увагу на найбільш недооцінену членкиню сім'ї Сімпсонів і навіть може підняти її, щоб стати сучасною відповіддю таким персонажам, як Мікі Маус».